# Nyangani
De Nyangani is met een hoogte van 2592 meter boven de zeespiegel het hoogste punt van Zimbabwe. De Nyangani ligt in de Eastern Highlands ten noorden van Mutare in het Nyanga National Park. Op de hellingen van de Nyangani ontspringen onder meer de rivieren Pungwe en Odzi.

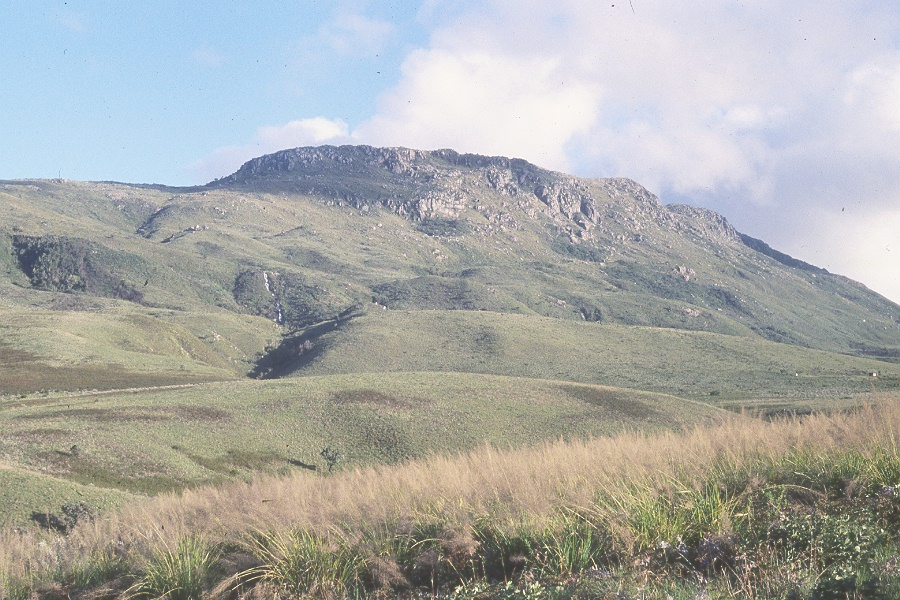
De Nyangani vanuit het westen gezien